# Bački Monoštor
Bački Monoštor (izvirno srbsko Бачки Моноштор; hrvaško Monoštor; madžarsko Monostorszeg) je naselje v Srbiji, ki upravno spada pod Mesto Sombor; slednja pa je del Zahodnobačkega upravnega okraja.

## Demografija
V naselju, katerega izvirno (srbsko-cirilično) ime je Бачки Моноштор, živi 3112 polnoletnih prebivalcev, pri čemer je njihova povprečna starost 40,1 let (37,7 pri moških in 42,4 pri ženskah). Naselje ima 1346 gospodinjstev, pri čemer je povprečno število članov na gospodinjstvo 2,91.
Prebivalstvo je večinoma nehomogeno, a v času zadnjih treh popisov je opazno zmanjšanje števila prebivalcev.
|  |

| Demografija | Demografija     | Demografija     |
| Leto        | Št. prebivalcev | Št. prebivalcev |
| ----------- | --------------- | --------------- |
|             |                 |                 |
|             |                 |                 |
|             |                 |                 |
|             |                 |                 |
| 1948        | 4555            |                 |
| 1953        | 4635            |                 |
| 1961        | 4560            |                 |
| 1971        | 4590            |                 |
| 1981        | 4432            |                 |
| 1991        | 4205            | 4017            |
| 2002        | 4122            | 3920            |
|             |                 |                 |

| Etnična sestava po popisu iz leta 2002 | Etnična sestava po popisu iz leta 2002 | Etnična sestava po popisu iz leta 2002 | Etnična sestava po popisu iz leta 2002 | Etnična sestava po popisu iz leta 2002 |
| -------------------------------------- | -------------------------------------- | -------------------------------------- | -------------------------------------- | -------------------------------------- |
| Hrvati                                 | Hrvati                                 |                                        | 2.043                                  | 52,11%                                 |
| Jugoslovani                            | Jugoslovani                            |                                        | 570                                    | 14,54%                                 |
| Srbi                                   | Srbi                                   |                                        | 371                                    | 9,46%                                  |
| Madžari                                | Madžari                                |                                        | 211                                    | 5,38%                                  |
| Romuni                                 | Romuni                                 |                                        | 179                                    | 4,56%                                  |
| Romi                                   | Romi                                   |                                        | 100                                    | 2,55%                                  |
| Nemci                                  | Nemci                                  |                                        | 32                                     | 0,81%                                  |
| Slovaki                                | Slovaki                                |                                        | 9                                      | 0,22%                                  |
| Črnogorci                              | Črnogorci                              |                                        | 8                                      | 0,20%                                  |
| Bunjevci                               | Bunjevci                               |                                        | 7                                      | 0,17%                                  |
| Albanci                                | Albanci                                |                                        | 3                                      | 0,07%                                  |
| Slovenci                               | Slovenci                               |                                        | 2                                      | 0,05%                                  |
| Rusi                                   | Rusi                                   |                                        | 1                                      | 0,02%                                  |
| Muslimani                              | Muslimani                              |                                        | 1                                      | 0,02%                                  |
| Makedonci                              | Makedonci                              |                                        | 1                                      | 0,02%                                  |
| Neznano                                | Neznano                                |                                        | 4                                      | 0,10%                                  |